# U-matic
|  | U-Matic var et spillested i København, her beskrives videobånd-formatet U-matic. |
U-matic er et videobånd-format, der kom på markedet i september 1971. Et U-matic-bånd er ¾ ″ (1,9 cm) bredt, og videohovedtromlen i en U-matic-maskine har en diameter på 11 cm. Disse store dimensioner gør systemet meget stabilt og robust. Der er tre U-matic-kvaliteter, den oprindelige low band, den forbedrede high band og den bedste, Superior Performance.